# نموذج المعلومات

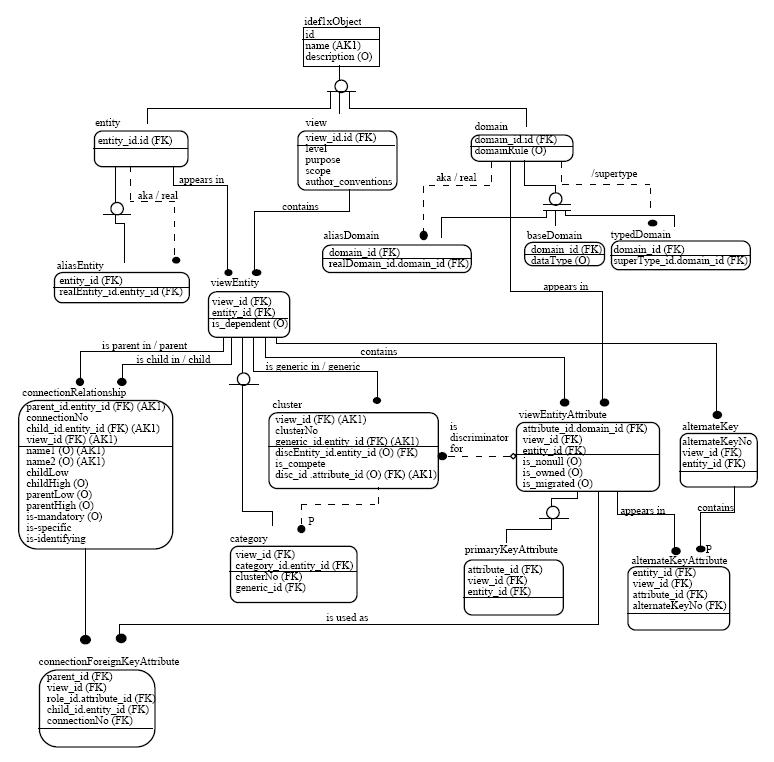

في هندسة البرمجيات، «نموذج المعلومات» هو تمثيل للمفاهيم والعلاقات والقيود والقواعد والعمليات لتحديد دلالات البيانات لمجال مختار. تحديداً، يحدد نموذج البيانات العلاقات بين أنواع الأشياء المختلفة كما قد يتضمن أنواع العلاقات بين الأشياء الفردية. يوفر نموذج البيانات بنية مستقرة قابلة للمشاركة ومنظمة من متطلبات المعلومات أو المعرفة في سياق المجال المعرفي

## روابط خارجية
- RFC 3198 - Terminology for Policy-Based Management